# Nick Yelloly
Nicholas Jon Yelloly (Stafford, 3 dicembre 1990) è un pilota automobilistico britannico, dal 2019 è test driver e pilota al simulatore del team Aston Martin F1 Team, lo stesso anno diventa anche un pilota ufficiale BMW GT. Oltre lo sport è co-conduttore del podcast H.Y.M, insieme al pilota di Formula 2, Jake Hughes e al pilota Superbike, Alex Murley.

## Carriera

### Gli inizi
Yelloly debutta nel karting nel 2005 gareggiando in diversi campionati nazionali, nel 2008 esordisce in monoposto, gareggiando nella Formula Renault UK Winter Series, serie dove corre anche nel 2009 dove chiude secondo in classifica.

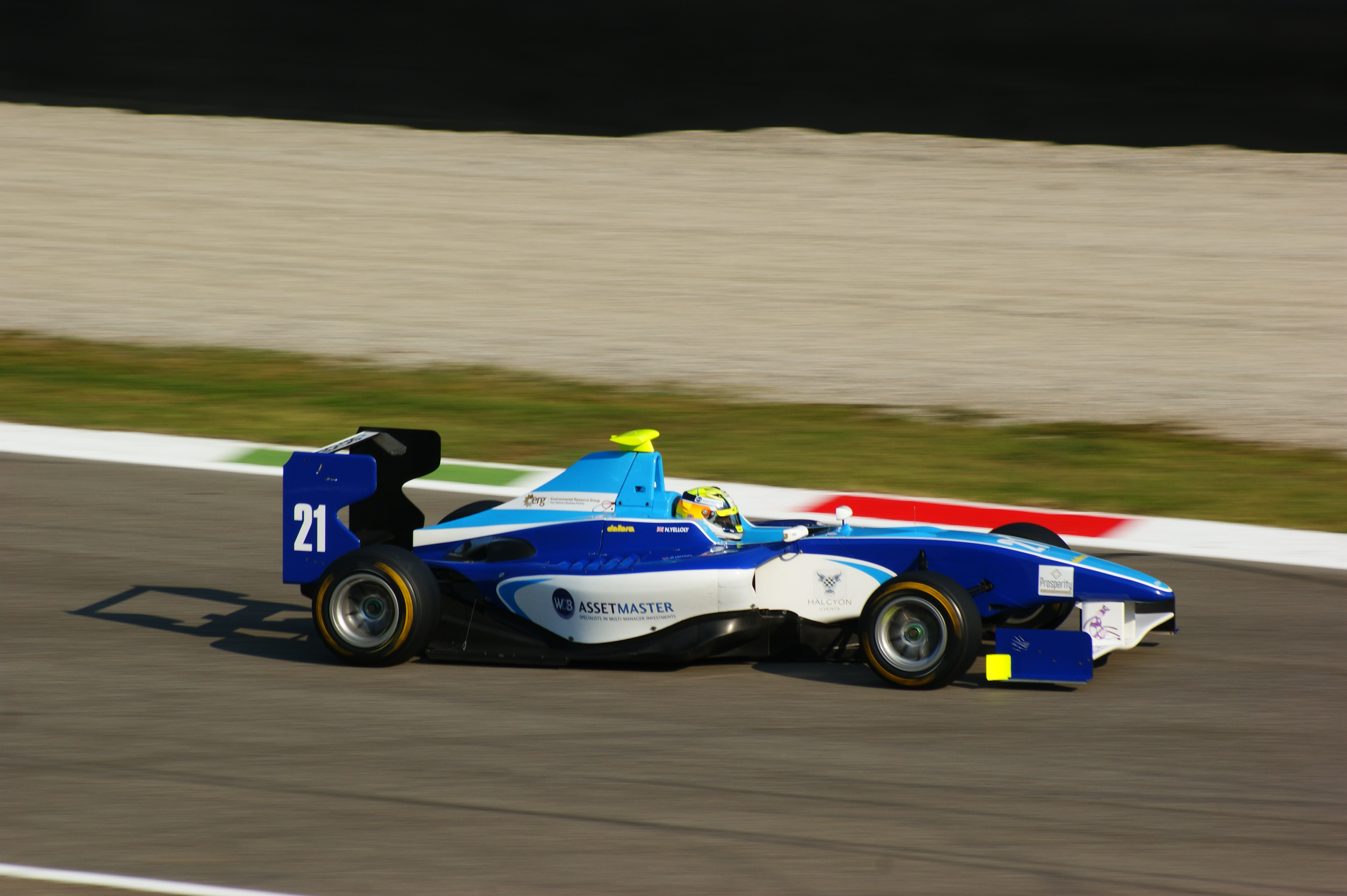
Yelloly a Monza durante una gara di GP3.

### GP3 e GP2
Nel 2011 esordisce nella GP3 Series con il team Atech CRS GP, la stagione risulta molto complicata per il team, il pilota britannico chiude 21º in classifica. Due anni dopo torna nella serie con il team Carlin, Yelloly conquista quattro podi e chiude sesto in classifica. Nel 2014 passa al team Status Grand Prix, ottiene altri quattro podi e nel ultima gara stagionale a Yas Marina conquista la sua prima vittoria nella categoria, chiude sesto in classifica.
L'anno seguente sale di categoria, passa alla GP2 Series con il team Hilmer Motorsport dove gareggia in sei round, riuscendo a raggiungere il quinto posto come migliore risultato stagionale.

### Porsche Supercup
Nel 2016 Yelloly passa alla corse in GT, inizia a correre la Porsche Carrera Cup Germany con il team Project 1 Motorsport e termina l'anno come vice-campione nella classe rookie e sesto nella classifica generale. Per il 2017 torna nella serie con la stessa squadra, questa volta vince tre gare e termina l'anno secondo in classifica, partecipa anche a due apparizioni nella Porsche Supercup.
Dopo aver mostrato un buon ritmo nella serie nazionale, nel 2018 Yelloly partecipa alla intera stagione della Porsche Supercup con il team Fach Auto Tech. Conquista due vittorie, una a Monaco e altra al Hockenheimring e chiude in classifica anche sta volta secondo dietro a Michael Ammermüller.

### Formula 1
Nel 2019 Yelloly diventa pilota al simulatore e per i test del team di Formula 1 Racing Point. Nel maggio di quell'anno ha la sua prima possibilità di scendere in pista a guida di una vettura di F1, partecipa ai test Young Driver Test sul Circuito di Catalogna. Nel 2021 il team cambia nome, diventa l'Aston Martin F1, il britannico viene confermato e nel dicembre partecipa ai test post-stagionali sul Circuito di Yas Marina.

### Pilota BMW

#### Gran Turismo
Il 24 febbraio del 2019 si unisce alla BMW come pilota ufficiale del marchio nelle classi GT. Il suo primo impegno è il campionato GT cinese, Yelloly vince cinque delle dieci gare del campionato e si laurea campione nella serie. Lo stesso anno partecipa anche ad una gara dell'Intercontinental GT, la 10 ore di Suzuka, ottiene la pole position ma in gara chiude quinto.
Nel 2020 Yelloly è molto attivo in pista, partecipa alle prime quattro gare della serie ADAC GT Masters, tre gare del GT World Challenge Europe e tre gare dell'Intercontinental GT tra cui la 8 Ore di Indianapolis dove conquista il secondo posto. Inoltre esordisce nel Campionato IMSA, dove sostituisce Bill Auberlen risultato positivo al Covid-19. Nel team Turner Motorsport corre la 12 Ore di Sebring nella classe GT Daytona a guida della BMW M6 GT3.
Nel 2021 ritorna nell'ADAC GT Masters a tempo pieno, dove ottiene tre podi e chiude ottavo in classifica. Come l'anno precedente partecipa a due gare della GT World Challenge Europe. Nel 2022 partecipa alla 24 ore di Daytona con il team BMW Team RLL a guida della BMW M4 GT3. Lo stesso anno partecipa al GT World Challenge Europe a guida della BMW M4 GT3 del team ROWE Racing.
Nel 2023 ottiene la vittoria assoluta della 24 Ore di Spa alla guida della BMW M4 GT3.

#### Le Mans Daytona Hybrid
Nel agosto del 2022 Yelloly è uno dei piloti tester della BMW M Hybrid V8, la nuova Le Mans Daytona Hybrid della BMW. Un mese dopo viene scelto dal team ufficiale BMW, Rahal Letterman Lanigan Racing per competere dal 2023 nella classe GTP del Campionato IMSA WeatherTech SportsCar. Il britannico dividerà la M Hybrid V8 con Connor De Philippi. Nel suo primo anno nella massima classe, ottiene tre podi tra cui anche la vittoria nella 6 Ore di Watkins Glen. Chiude la stagione al sesto posto. L'anno seguente, confermato tra i piloti della BMW non ottiene grandi risultati.   
A fine 2024, lascia la BMW dopo ben sei anni.

### Pilota Acura
Lasciata la Bmw, Yelloly nel 2025 si unisce alla Acura, guidando l'ARX-06 LMDh per il team Meyer Shank Racing in coppia con Renger van der Zande. Debutterà nella 24 Ore di Daytona al fianco di Alex Palou e Kakunoshin Ohta. 

## Risultati

### Riassunto della carriera
| Stagione | Campionato                        | Team                                   | Gare                               | Vittorie                           | Pole                               | Gpv                                | Podi                               | Punti                              | Pos.                               |
| -------- | --------------------------------- | -------------------------------------- | ---------------------------------- | ---------------------------------- | ---------------------------------- | ---------------------------------- | ---------------------------------- | ---------------------------------- | ---------------------------------- |
| 2008     | Formula Renault UK Winter Series  | Fortec Competition                     | 4                                  | 0                                  | 0                                  | 0                                  | 0                                  | 31                                 | 14°                                |
| 2009     | Formula Renault UK                | Hitech Junior Team                     | 20                                 | 0                                  | 0                                  | 0                                  | 0                                  | 83                                 | 19°                                |
| 2009     | Formula Renault UK Winter Series  | Hitech Junior Team                     | 4                                  | 0                                  | 0                                  | 0                                  | 2                                  | 93                                 | 2°                                 |
| 2010     | Formula Renault UK                | Atech GP                               | 20                                 | 1                                  | 1                                  | 2                                  | 3                                  | 312                                | 7°                                 |
| 2010     | Eurocup Formula Renault 2.0       | Atech GP                               | 2                                  | 0                                  | 0                                  | 0                                  | 0                                  | N/A                                | NC†                                |
| 2011     | GP3 Series                        | Atech CRS GP                           | 16                                 | 0                                  | 0                                  | 0                                  | 1                                  | 7                                  | 21°                                |
| 2011     | Formula Renault 3.5               | Pons Racing                            | 6                                  | 0                                  | 0                                  | 0                                  | 1                                  | 36                                 | 14°                                |
| 2012     | Formula Renault 3.5               | Comtec Racing                          | 17                                 | 2                                  | 1                                  | 0                                  | 4                                  | 122                                | 5°                                 |
| 2013     | GP3 Series                        | Carlin                                 | 16                                 | 0                                  | 0                                  | 1                                  | 4                                  | 107                                | 6°                                 |
| 2013     | Formula Renault 3.5               | Zeta Corse                             | 1                                  | 0                                  | 0                                  | 0                                  | 0                                  | 0                                  | 28°                                |
| 2014     | GP3 Series                        | Status Grand Prix                      | 18                                 | 1                                  | 0                                  | 0                                  | 4                                  | 127                                | 6°                                 |
| 2015     | GP2 Series                        | Hilmer Motorsport                      | 12                                 | 0                                  | 0                                  | 1                                  | 0                                  | 19                                 | 19°                                |
| 2015     | Formula Renault 3.5               | Lotus                                  | 2                                  | 0                                  | 0                                  | 0                                  | 0                                  | 6                                  | 20°                                |
| 2016     | Porsche Carrera Cup Germany       | Rookie Team Deutsche Post by Project 1 | 16                                 | 0                                  | 0                                  | 0                                  | 2                                  | 161                                | 6°                                 |
| 2016     | Porsche Supercup                  | Rookie Team Deutsche Post by Project 1 | 1                                  | 0                                  | 0                                  | 0                                  | 0                                  | 0                                  | NC†                                |
| 2017     | Porsche Carrera Cup Germany       | Team Deutsche Post by Project 1        | 14                                 | 3                                  | 0                                  | 0                                  | 8                                  | 237                                | 2°                                 |
| 2017     | Porsche Supercup                  | MOMO Megatron Team PARTRAX             | 2                                  | 0                                  | 0                                  | 0                                  | 0                                  | 23                                 | 18°                                |
| 2018     | Porsche Supercup                  | Fach Auto Tech                         | 10                                 | 2                                  | 2                                  | 2                                  | 3                                  | 146                                | 2°                                 |
| 2018     | Blancpain GT Series Endurance Cup | Rowe Racing                            | 2                                  | 0                                  | 0                                  | 0                                  | 0                                  | 0                                  | NC                                 |
| 2019     | China GT Championship             | Fist Team AAI                          | 10                                 | 5                                  | 1                                  | 0                                  | 8                                  | 190                                | 1°                                 |
| 2019     | Intercontinental GT               | BMW Team Schnitzer                     | 1                                  | 0                                  | 1                                  | 0                                  | 0                                  | 10                                 | 20°                                |
| 2019     | Formula 1                         | Racing Point                           | Collaudatore/ Pilota al simulatore | Collaudatore/ Pilota al simulatore | Collaudatore/ Pilota al simulatore | Collaudatore/ Pilota al simulatore | Collaudatore/ Pilota al simulatore | Collaudatore/ Pilota al simulatore | Collaudatore/ Pilota al simulatore |
| 2020     | ADAC GT Masters                   | Schubert Motorsport                    | 10                                 | 1                                  | 0                                  | 0                                  | 1                                  | 41                                 | 22°                                |
| 2020     | GT World Challenge Europe         | Walkenhorst Motorsport                 | 1                                  | 0                                  | 0                                  | 0                                  | 0                                  | 8                                  | 23°                                |
| 2020     | GT World Challenge Europe         | Boutsen Ginion Racing                  | 1                                  | 0                                  | 0                                  | 0                                  | 0                                  | 8                                  | 23°                                |
| 2020     | GT World Challenge Europe         | Boutsen Ginion Racing                  | 1                                  | 0                                  | 0                                  | 0                                  | 0                                  | 8                                  | 23°                                |
| 2020     | Intercontinental GT               | Walkenhorst Motorsport                 | 3                                  | 0                                  | 0                                  | 0                                  | 1                                  | 26                                 | 9°                                 |
| 2020     | IMSA - GTD                        | Turner Motorsport                      | 1                                  | 0                                  | 0                                  | 0                                  | 0                                  | 20                                 | 51°                                |
| 2020     | Formula 1                         | BWT Racing Point                       | Collaudatore/ Pilota al simulatore | Collaudatore/ Pilota al simulatore | Collaudatore/ Pilota al simulatore | Collaudatore/ Pilota al simulatore | Collaudatore/ Pilota al simulatore | Collaudatore/ Pilota al simulatore | Collaudatore/ Pilota al simulatore |
| 2021     | ADAC GT Masters                   | Schubert Motorsport                    | 14                                 | 0                                  | 0                                  | 0                                  | 3                                  | 104                                | 8°                                 |
| 2021     | GT World Challenge Europe         | Walkenhorst Motorsport                 | 2                                  | 0                                  | 0                                  | 0                                  | 0                                  | 0                                  | NC†                                |
| 2021     | Formula 1                         | Aston Martin                           | Collaudatore/ Pilota al simulatore | Collaudatore/ Pilota al simulatore | Collaudatore/ Pilota al simulatore | Collaudatore/ Pilota al simulatore | Collaudatore/ Pilota al simulatore | Collaudatore/ Pilota al simulatore | Collaudatore/ Pilota al simulatore |
| 2022     | IMSA - GTD                        | BMW Team RLL                           | 2                                  | 0                                  | 0                                  | 0                                  | 0                                  | 542*                               | 17°*                               |
| 2022     | Formula 1                         | McLaren                                | Terzo pilota/Pilota di riserva     | Terzo pilota/Pilota di riserva     | Terzo pilota/Pilota di riserva     | Terzo pilota/Pilota di riserva     | Terzo pilota/Pilota di riserva     | Terzo pilota/Pilota di riserva     | Terzo pilota/Pilota di riserva     |

### Risultati campionato IMSA
| Anno    | Team              | Classe  | Vettura         | 1     | 2     | 3     | 4     | 5      | 6     | 7      | 8      | 9     | 10    | 11     | Punti | Pos. |
| ------- | ----------------- | ------- | --------------- | ----- | ----- | ----- | ----- | ------ | ----- | ------ | ------ | ----- | ----- | ------ | ----- | ---- |
| 2020    | Turner Motorsport | GTD     | BMW M6 GT3      | DAY   | DAY   | SEB   | ELK   | VIR    | ATL   | MDO    | CLT    | PET   | LGA   | SEB 11 | 20    | 51°  |
| 2022    | BMW M Team RLL    | GTD Pro | BMW M4 GT3      | DAY 9 | SEB 4 | LBH   | LGA   | WGL    | MOS   | LIM    | ELK    | VIR   | PET   |        | 542*  | 17°  |
| 2023    | BMW M Team RLL    | GTP     | BMW M Hybrid V8 | DAY 9 | DAY 9 | SEB 2 | LBH 2 | LGA 8  | WGL 1 | MOS 3  | ROA 10 | IMS 3 | PET 7 |        | 2687  | 6°   |
| 2024    | BMW M Team RLL    | GTP     | BMW M Hybrid V8 | DAY 4 | SEB 7 | LBH 9 | LGA 7 | DET 10 | WGL 6 | ELK 11 | IMS    | PET   |       |        | 1806* |      |
| Legenda |                   |         |                 |       |       |       |       |        |       |        |        |       |       |        |       |      |

*Stagione in corso.

### Risultati nel ELMS
| Anno    | Squadra        | Classe      | Vettura  | BAR | LEC | IMO | SPA | MUG | ALG | Punti | Pos. |
| ------- | -------------- | ----------- | -------- | --- | --- | --- | --- | --- | --- | ----- | ---- |
| 2024    | Nielsen Racing | LMP2 Pro/Am | Oreca 07 |     |     |     | 4   | 5   | 3   | 37    | 9°   |
| Legenda |                |             |          |     |     |     |     |     |     |       |      |

*Stagione in corso.

### Risultati 24 Ore di Daytona
| Anno | Team                     | Co-piloti                                        | Auto         | Classe  | Giri | Pos. | Class Pos. |
| ---- | ------------------------ | ------------------------------------------------ | ------------ | ------- | ---- | ---- | ---------- |
| 2022 | BMW Team RLL             | Philipp Eng Sheldon van der Linde Marco Wittmann | BMW M4 GT3   | GTD pro | 665  | 40°  | 9°         |
| 2024 | BMW M Team RLL           | Connor De Phillippi René Rast Maxime Martin      | BMW M4 GT3   | GTP     | 778  | 7°   | 7°         |
| 2025 | Acura Meyer Shank Racing | Álex Palou Kakunoshin Ohta Renger van der Zande  | Acura ARX-06 | GTP     | 741  | 8°   | 14°        |

### Risultati 24 Ore di Le Mans
| Anno | Team                      | Co-piloti                      | Auto            | Classe | Giri | Pos. | Pos Cat. |
| ---- | ------------------------- | ------------------------------ | --------------- | ------ | ---- | ---- | -------- |
| 2025 | Inter Europol Competition | Jakub Śmiechowski Tom Dillmann | Oreca 07-Gibson | LMP2   | 367  | 19°  | 1°       |